# Тотальна війна
Тотальна війна — війна, в якій країни-учасниці використовують всі доступні їм ресурси та методи, щоб перемогти противника. Такого роду війни відбувалися на Землі з незапам'ятних часів, однак до кінця XIX століття і пізніше, з появою женевських конвенцій, що стосуються ведення війни, вони стали виділятися в окрему категорію.
Концепція тотальної війни, яку розробили німецькі військові теоретики на початку XX століття, з частковою опорою на досвід Франко-прусської війни зводилася до наступного: сучасна війна — це війна не армій, а націй. Отже, з метою перемоги необхідно з одного боку мобілізація всіх ресурсів «своєї» нації (наприклад, призов на військову службу чоловіків «від 16 до 60» років), з іншого — всебічний вплив на ворожу націю (включаючи такі методи як пропаганда, терор і т. д.) з метою зламати її дух і досягти, щоб вона зажадала від свого уряду припинення опору.
| Танк | Це незавершена стаття з військової справи. Ви можете допомогти проєкту, виправивши або дописавши її. |